# HSV Unteroffiziersschule Mewe
Der HSV Unteroffiziersschule Mewe war während des Zweiten Weltkriegs ein Fußballverein aus der Kleinstadt Gniew (dt. Mewe) im besetzten Polen.

## Geschichte
Der HSV wurde in der Saison 1943/44 Meister der Kreisgruppe Dirschau/Konitz. Dadurch durfte die Mannschaft an der Aufstiegsrunde zur Saison 1944/45 der Gauliga Danzig-Westpreußen teilnehmen. Nach vier gespielten Spielen beendete der Verein die Saison dann auf dem ersten Platz, was den Aufstieg erlaubte. In der darauf folgenden Gauliga-Saison zog sich die Mannschaft dann jedoch bereits im August 1944 vom Spielbetrieb zurück und alle Ergebnisse wurden gestrichen.
Durch die Kapitulation des Deutschen Reichs am Ende des Zweiten Weltkriegs fiel Gniew bzw. Mewe zurück an Polen. Spätestens dann wurde der Verein aufgelöst.